# 冒険!イクサー3
『冒険!イクサー3』（ぼうけん!イクサースリー）は、1990年9月25日に発売されたOVA作品。全6話。
『戦え!!イクサー1』の続編。OVA版とカセット文庫版とドラマCD版(OVAの前日譚とイクサー2、ネオス、シスターグレイ以外のキャラクターが総出演)の3種類が存在し、ここでは主にOVA版について説明する。

## ストーリー
イクサー1と地球人、加納渚の決死の活躍で悪の支配者・ビッグゴールドは消滅したかに見えたが、その端末ネオス・ゴールドが新たな邪悪な力を得て再び地球を狙っていた。イクサー1の妹、イクサー3は加納渚の孫、霞渚をパートナーとし、共にネオスとの戦いに挑む。

## 本作の特徴
本作は『戦え!!イクサー1』終了後に、カセット文庫として発売された『冒険!!イクサー3』の設定・ストーリーを再構築して制作された物である。
前作『戦え!!イクサー1』の数十年後の世界を舞台にした続編であるが、ホラー・スプラッタ描写が多かった前作と違い、本作品は純粋なアクション作品として制作されている。また前作において非常に多く見られた特撮作品へのパロディ・オマージュといった要素は本作ではほとんど見られない。総監督である平野俊弘は、敢えて前作と違った作風を作ることにチャレンジした、と語っている。
主役のイクサー3にはポリドールK.K.（現・ユニバーサルミュージックジャパン）とAICの指定で、当時人気だった女子プロレスラーのキューティー鈴木が起用された。キューティー鈴木は、当時のインタビューでイクサー3は子供なので、子供っぽい声を出すのが大変で思わず普段の声でしゃべったりして…と、アフレコに苦労したコメントをしている。

## 登場人物

### クィーン・フジ
イクサー3（イクサー スリー）
声 - キューティー鈴木
本作品の主人公、年齢は地球人換算で10歳前後の少女。
クトゥルフのリーダー、イクサー1の妹でその戦闘力はイクサー1に匹敵する、しかし能力を完全に発揮するには地球人のパートナーが必要で、嘗てのイクサー1のパートナー、加納渚の孫、霞渚をパートナーとして、分身イクサーロボを操り戦う。
肉弾戦では両手に光状の剣を持つツイン・ソードを主体に戦い、渾身のエネルギーを込めた体当たり「イクサー・ボム」を必殺技とする。
性格は無鉄砲かつ脳天気、また好奇心が強く生き物が好きで、食人昆虫や動物たちともすぐ仲良しになった。最初は戦いを「遊び」と考えている節があったが、ネオスとの戦いを通じ次第に成長していく。
戦闘力は高いものの経験不足なためか未熟で、渚の制止を聞かずネオスの幻影に無茶な攻撃を仕掛けた結果、渚を倒れさせたあげく、力の源であるイクセリオ・エネルギーを奪われる失敗を犯したこともある。
霞 渚（かすみ なぎさ）
声 - 白鳥由里
加納渚の孫でイクサー3のパートナーの少女。
親友の可愛と一緒に防衛軍月面基地でファーストフードデリバリーのアルバイトをしていた時、ネオスの総攻撃を受けるが、イクサー3によって助けられ、以後、イクサー3のパートナーとして彼女と共に戦うことになる。イクサー3とはテレパシーで交信し、戦闘では的確な助言を与え彼女を支える、優しいが芯の強い性格で、戦闘時でも日常でもやんちゃなイクサー3の保護者といった感じである。
祖母の渚と違い、戦いに身を投じることにあまり疑問を感じてなく、イクサー3の登場も素直に受け入れている、また祖母とイクサー1の戦いは知らないが、その身には祖母の記憶が残っており、時たま夢で当時のビジョンを見ることが出来る。
年齢は媒体により、14歳あるいは15歳あるいは17歳あるいは19歳とされている。
なお本作の世界観を踏襲した続編「戦ー少女イクセリオン」（ノベライズ版）では主役を演じている。
静 可愛（しずか かわい）
声 - 天野由梨
渚の親友。一緒に月面基地でファーストフードデリバリーのアルバイトをしていたが、ネオスの攻撃により渚と一緒にクィーン・フジに乗り込むことになる。
やや精神的に脆い所があり、廃墟で宇宙昆虫に食べられた人間を見てパニック状態に陥ったこともあった。
地球に残っている両親の安否を心配している。
露 野人（ろ やじん）
声 - 西村智博
月面基地で銃火器関係のアルバイトをしていた中国系の少年、年齢15歳。
皮肉屋で口が悪く、ネオスの地球侵攻がイクサーとの戦いの巻き添えに過ぎないことを知って、イクサー3を非難するセリフも吐いたことがある。
渚に好意を持っており、イクサーロボでの無茶苦茶な戦いが原因で渚が倒れた時は独房に閉じこめたこともある。
銃火器の扱いは一人前でクィーン・フジでは主に砲座を担当、またイクサー3の窮地を救ったこともある。
CDドラマ版では大阪出身である事が明かされ、得意の料理の腕前をアトロスと競っていた（実家は有名な中華料理屋らしい）。
渚のことが好きだったはずだが、続編「戦ー少女イクセリオン」（ノベライズ版）では可愛と付き合っている。
ロブ・温和（ロブ・おんわ）
声 - 江原正士
クィーン・フジのクルー、年齢25歳。
登場人物中、一番の大柄だが体力は余り無く、性格もその名の通り温和である。
クィーン・フジでは主に操艦及び戦況分析を担当、一行の参謀格でもある。
イクサー3の戦闘力に驚嘆し「うまくすれば、俺たちもこの力を…」と言ったこともある。
艦長のキャンディとは恋人同士だが、余り進展はしていない。
CDドラマ版では勝手にクィーン・フジを改造するなどマッドサイエンティスト的な面が強調され、キャンディに対して恥ずかしいセリフを堂々と言うなどアニメ版とは大きく性格が異なっている。
キャンディ・バーツ
声 - 篠原恵美
クィーン・フジの女性艦長、年齢25歳。
冷静な判断力と優れた実行力を持つ有能な指揮官である。
唯一地球軍に残された戦力である戦艦クィーン・フジでネオスに立ち向かう。
ロブとは月面時代からの恋人同士だが、余り進展していないことにちょっとヤキモキしている描写が続編「戦ー少女イクセリオン」（ノベライズ版）にて描かれている。

### クトゥルフ
イクサー1（イクサー ワン）
声 - 山本百合子
嘗て悪の支配者ビッグゴールドを倒した戦士であり放浪民族クトゥルフの長。
ビッグゴールドが残した邪悪な端末を滅ぼす事を使命としており、ネオスを宇宙空間で追いつめるが、自身も深いダメージを受けてしまう。
ネオスの地球侵攻を知り、自分の妹であるイクサー3を地球へ送り出す。
最終決戦では地球に降り立ち、嘗ての宿敵イクサー2との邂逅を経て、ネオスとの決戦に挑む。
容姿が前作より身長が伸び、大人っぽくなっている。年齢は人間換算で20歳前後。
イクサー2（イクサー ツー）
声 - 戸田恵子
嘗てイクサー1の宿敵だった戦士。前回の戦いでイクサー1に敗れるが打倒イクサー3の為、ネオスが復活させた。
ネオスによって復活させられたが忠誠心は無く、あくまでイクサー1との戦いに固執する。
イクサー1との再戦によって自分の中で区切りがついたのか、余りに無道な戦いを好むネオスに反旗を翻し、最終決戦ではイクサー3と共闘する。
シスターグレイ
声 - 島本須美
イクサー1の側近、イクサー3の生みの親でもある。
地球に降りたイクサー3の戦いをはらはらしながら見守っている。

### ネオスゴールド
ネオスゴールド
声 - 高畑淳子
ビッグゴールドの端末から成長した機械生命体。母であるビッグゴールドの意志を受け継ぎ、『全能の支配者』を名乗っている。
宇宙空間でイクサー1と決戦し両者痛み分けの結果に終わるが、イクサーをおびき寄せる為、次の戦場を地球と定め配下のネオス四天王を操り地球を侵攻する、
地球上全てのコンピューターネットワークを操り、瞬く間に地球を壊滅状態に陥れ全人口の五分の二を虐殺する。
残忍かつ非情な性格で、失態を犯した部下は容赦無く処刑し、また奪ったイクセリオ・エネルギーからイクサー3と同じ戦士のアトロスを生み出したり、嘗てのイクサー1の宿敵、イクサー2を復活させるなど知略にも長けている。
最終決戦では巨大な正体を表し、生き残った地球人の命を盾にイクサー3たちを苦しめるが、集結したイクサーズの前に敗れ去る。
アトロス
声 - 高山みなみ
ネオスが強奪したイクセリオ・エネルギーより創りだした戦士、イクサー3に酷似した容姿を持つ。
自身を「戦う為に産まれたバトルタイプ」と表現し、イクサー3と熾烈な戦いを繰り広げる。
能力はツイン・ソード、ビームなどイクサー3と全くの同等でイクサー・ボムすら使いこなす、またソードを一本の槍状に合体させ投げることによる遠隔攻撃も可能。
ネオスに忠誠を誓っていたがイクセリオから産み出された為、渚を母と慕う心があり、戦いの中で苦悩する。
最終的にはネオスに騙されたことを知りイクサー3たちの仲間となるも、ネオス基地への総攻撃の際にバリヤーを破るために前線に出撃。バリヤーを破壊することには成功するが、ネオスの攻撃を受け死亡する。
ファイバー
声 - 土井美加
ネオス四天王の一人、鋭い爪を持つ「人形」たちを操り月面基地を攻撃する。
「人形」を操るだけで無く、自らも分身を生みだして攻撃するが、イクサー3の前にあえなく敗れる。
初対面のイクサー3に「おばちゃん」呼ばわりされ逆上していた。
インセクト
声 - 高島雅羅
宇宙昆虫を操るネオス四天王の一人、自称四天王最強。
無数の昆虫たちを操り、これまで23の惑星を滅ぼしてきた実績を持つ。
固い外殻を持つ甲虫人間で、その外殻はイクサー3のソードすらはじき返し、最大の切り札「巨虫変化」は数十メートルの巨大昆虫に変身することが出来るが、最後にはイクサーロボによって倒される。
四天王のうち、イクサー3によってトドメを刺された唯一の人間である。
ビグロ
声 - 弥永和子
獣の様なしなやかな肉体を持つネオス四天王の一人、パートナーである機械獣イオタとのコンビプレーでイクサー3を苦しめる。
相棒であるイオタのことを心から愛しており、イオタの死を目の当たりにして、戦いの最中であることを忘れ涙に暮れる。
その姿を見た渚の説得により、イクサー3は戦いをやめるが、ネオスの命を受けたアトロスによって処刑されてしまう。
ゴーレム
声 - 吉田理保子
ネオス四天王のリーダーにて最強の戦士。
全身のいたる所に兵器を収納している機械人間で、戦いの時には様々な兵器を武装し圧倒的な火力を誇る。また「ゴーレムジェット」と呼ばれる高速飛行形態への変形も可能。
最強の戦士だけあってプライドが高く、突如ネオス軍に現れたアトロスやイクサー2を快く思っていない。
イクサー3を苦しめるも渚と野人の援護、それにアトロスの乱入にて一時撤退するが、自身を改造して再び登場、クィーン・フジに壊滅的なダメージを与える。手柄を独り占めしようと、イクサー2もろともイクサー3を葬り去ろうとするが、怒ったイクサー2に一刀両断にされる。
設定ではジェット機形態の他に「ゴーレムバズーカ」と呼ばれる砲塔形態への変形もデザインされていたが、本編で使用されることは無かった。

## スタッフ
- 総監督・原作・シリーズ構成・キャラクターデザイン - 平野俊弘
- デザインワークス - 森木靖泰
- 美術監督 - 長尾仁（#2・#4）、荒井和浩（#3）、中原英統（#5・#6）
- 撮影監督 - 小西一廣
- 音楽 - 工藤崇
- 音楽協力 - ポリドールK.K.（ノンクレジット）
- 音響コーディネーター - 中野徹
- プロデューサー - 渡辺欽哉、小泉聴、前田仁
- アニメーション制作 - AIC
- 製作・著作 - AIC、久保書店（#2から）

## 主題歌
オープニングテーマ「-誓い- ICZER3 …君と」
作詞 - 甲斐健児 / 作曲・編曲 - 工藤崇 / 歌 - 吉野麻衣子
エンディングテーマ
「New Season」（第1話）
作詞・歌 - 早瀬七美 / 作曲・編曲 - 太田美知彦
「Runaway Heart」（第2話）
作詞・歌 - 早瀬七美 / 作曲 - ハワード・キリー / 編曲 - 太田美知彦
「Sweet Communication」（第3話）
作詞・歌 - 早瀬七美 / 作曲・編曲 - 太田美知彦
「Destiny〜風はいつでも〜」（第4話）
作詞・歌 - 早瀬七美 / 作曲・編曲 - 太田美知彦
「Revolution」（第5話）
作詞・歌 - 早瀬七美 / 作曲・編曲 - 太田美知彦
「君にまた逢う日」（第6話）
作詞・歌 - 早瀬七美 / 作曲・編曲 - 太田美知彦

## 各話リスト
| 話数  | サブタイトル                                      | 脚本              | 絵コンテ        | 演出              | 作画監督                  |
| ----- | ------------------------------------------------- | ----------------- | --------------- | ----------------- | ------------------------- |
| 第1話 | イクサー3登場! 地球は私にまっかせなさい!          | 有井絵武          | 菊池通隆        | 福島宏之          | 西井正典                  |
| 第2話 | ムシ、虫、巨虫! イクサーロボでやっつけろ          | 中村学            | 林宏樹          | 井出安軌          | 本橋秀之 佐藤千春         |
| 第3話 | 野生のおばちゃん! 愛のダブルアタック!!            | 有井絵武          | つるやまおさむ  | つるやまおさむ    | 本橋秀之 佐藤千春         |
| 第4話 | ゲゲッ! あたしが二人!? 超ライバル・アトロスの出現 | 中村学            | 福島宏之 林宏樹 | 福島宏之          | 高橋明信 小原渉平（メカ） |
| 第5話 | 大ピンチ! 恐怖のお姉様イクサー2が来た             | 中村学 平野俊弘   | つるやまおさむ  | 八谷賢一          | 北爪宏幸 梶島正樹         |
| 第6話 | すごい! 強い! かっこいい! イクサーズ最後の大決戦  | 有井絵武 平野俊弘 | 菊池通隆        | 西井正典 平野俊弘 | 西井正典                  |

## 冒険!!イクサー3（カセット文庫版）
アニメ版以前に製作。全3巻。OVA版とは全く違った内容。「戦え!!イクサー1」の数年後を舞台としており、続編というより番外編と言った内容。OVA版とは、イクサー3が「妹」では無くイクサー1の「娘」になっているなど、設定が多少違う。

### スタッフ
- 原案・監督・キャラデザイン：平野俊弘
- 脚本：会川昇

### 主題歌
オープニングテーマ「ドラゴン伝説」
作詞 - 岡田冨美子 / 作曲・編曲 - 渡辺宙明 / 歌 - 鶴崎江里子
エンディングテーマ「エナジー」
作詞 - 岡田冨美子 / 作曲・編曲 - 渡辺宙明 / 歌 - 鶴崎江里子

### 登場人物（カセット文庫）
イクサー3
声：室井深雪
加納渚
声：荘真由美
仲内芳彦
声：松本保典
椎名大佐
声：内海賢二
高平真美子（マミ）
声：柴田由美子
インセクター司令官 レディ・ビートル
声：小山茉美
イクサー2/レッドフライ
声：戸田恵子
イクサー1/ナレーション
声：山本百合子

### 登場メカ（カセット文庫）
イクサードラゴン
イクサーグリフォン

## 関連商品

### ビデオ・LD・DVD
ビデオは各2話収録で計3本、LDは各1話収録で計6枚、後に発売されたDVDには各3話収録で計2枚で発売。
- 冒険!イクサー3 第1話『イクサー3登場! 地球は私にまっかせなさい!』 1990年9月25日発売
- 冒険!イクサー3 第2話『ムシ、虫、巨虫! イクサーロボでやっつけろ』
- 冒険!イクサー3 第3話『野生のおばちゃん! 愛のダブルアタック!!』　1990年12月10日発売
- 冒険!イクサー3 第4話『ゲゲッ! あたしが二人!? 超ライバル・アトロスの出現』
- 冒険!イクサー3 第5話『大ピンチ! 恐怖のお姉様イクサー2が来た』
- 冒険!イクサー3 第6話『すごい! 強い! かっこいい! イクサーズ最後の大決戦』 1991年2月25日発売
- 冒険!イクサー3 LD BOX  ICZER Hyper Browing-up Box

### CD
- 冒険!イクサー3 おまたせ、誕生!イクサー3
  - OVA発売前に製作されたドラマCD。OVA第1話へと続く内容。本編には登場しなかった渚の両親を「戦え!!イクサー1」で加納渚役だった荘真由美とサー・バイオレットとビッグゴールド役だった塩沢兼人が担当した。
- 冒険!イクサー3 オリジナルサウンドトラック
  - 全6枚。
- 冒険!イクサー3 御意見無用!ネオス四天王の逆襲!!
  - OVA終了後に製作されたドラマCD。コメディー作品。イクサー2、ネオス、シスターグレイ以外のキャラクターが総出演。1話から6話までの予告編入り。

### カセット文庫
- 冒険!!イクサー3 第一巻 渚・19歳
- 冒険!!イクサー3 第二巻 イクサー2の幻影
- 冒険!!イクサー3 第三巻 クトゥルフ還る

### シングル
- 「ドラゴン伝説/エナジー」
  - カセット文庫版の主題歌とカラオケが入ったシングル。CDとカセットで発売された。

### フィギュア
- コトブキヤより発売

### ゲームソフト
本作の直接的なゲーム化ではないが、2010年11月25日にバンダイナムコゲームス（後のバンダイナムコエンターテインメント）より発売されたニンテンドーDS用シミュレーションソフト『スーパーロボット大戦L』に本作と前作に当たる『戦え!!イクサー1』に登場するキャラクター、並びにロボットが複数登場。霞渚は『鉄のラインバレル』の「高蓋然性世界」出身のため加納渚から見れば異世界人となるが、終盤で以前の宇宙にて同じ先祖を持ち遺伝子的な繋がりがあると語られる。